# سي أي أم بي
مجموعة سي أي أم بي القابضة بيرهاد ( MYX ) هو بنك ماليزي عالمي يقع مقره الرئيسي في كوالالمبور ويعمل في اقتصادات عالية النمو في الآسيان . مجموعة سي أي أم بي هي بنك استثماري محلي لرابطة أمم جنوب شرق آسيا. سي أي أم بي لديها شبكة فروع واسعة للبيع بالتجزئة مع 1,080 فرع في جميع أنحاء المنطقة. 
تعمل المجموعة تحت عدة كيانات، بما في ذلك بنك سي أي أم بي الاستثماري و بنك سي أي أم بي و سي أي أم بي الإسلامي و سي أي أم بي نياجا و سي أي أم بي للأوراق المالية الدولية و سي أي أم بي تاي . الأنشطة التجارية للمجموعة هي في المقام الأول في مجالات الخدمات المصرفية للأفراد والخدمات المصرفية للشركات، بما في ذلك الخدمات المصرفية الاستثمارية والخدمات المصرفية للشركات، والخزينة والأسواق، واستراتيجية المجموعة والاستثمارات الاستراتيجية، مع أسواقها الأساسية هي ماليزيا وإندونيسيا وسنغافورة وتايلاند. يعمل سي أي أم بي الإسلامي بالتوازي مع هذه الأعمال، بما يتماشى مع نموذج المجموعة المصرفية المزدوجة.  
تضم المجموعة أكثر من 40.000 موظف في 18 دولة، تغطي دول الآسيان والمراكز المالية العالمية الكبرى، بالإضافة إلى البلدان التي يوجد فيها عملاؤها من صفقات تجارية واستثمارية كبيرة. 
يتم استكمال الامتداد الجغرافي للمجموعة ومنتجاتها وخدماتها من خلال الشراكات. يشمل شركاؤها المجموعة المالية الرئيسية وبنك طوكيو ميتسوبيشي يو إف جي وستاندرد بنك ودايو للأوراق المالية، من بين آخرين.  

## روابط خارجية
- إعلانات .bursamalaysia.com